# 燭之武
烛之武（？—？），《东周列国志》作烛武，春秋时期郑国人。本为郑国圉正，公元前630年秦、晋合兵围郑，烛之武受佚之狐举荐，前往秦营，向秦穆公陈说利害，使秦穆公放弃了攻打郑国的打算，并派兵保护郑国。

## 生平
燭之武的事跡主要記載於《左傳·僖公三十年》中。
公元前630年（周襄王二十二年、魯僖公三十年、鄭文公四十三年、晉文公七年、秦穆公三十年）時，晉文公、秦穆公入侵鄭國首都，進行武力包圍。兩軍分駐兩地。秦晉兩國聲稱圍兵於鄭的原因有二：
1. 鄭國當年對晉文公沒有禮貌。
2. 鄭國對晉國有貳心，私底下和楚國親近。

鄭國大夫佚之狐向鄭文公推薦燭之武去說服秦國退兵，鄭文公去請託燭之武，燭之武認為自己年輕時就不受重用，直到老了，國家有難才任命他，所以不願意去。鄭文公先道歉，但卻以鄭國即將滅亡會損害燭之武的身家性命加以要脅，燭之武於是受命。
燭之武夜縋而出，奔至秦營，向秦穆公陳說利害。其主要說辭如下：
1. 鄭國滅亡對秦國沒有半點好處、只是單獨圖利晉國，使其增加領土。
2. 鄭國的地理位置在齊、楚、晉的邊境上，燭之武暗示秦穆公將來有一圖中原的野心時，鄭國是秦國的東道主。
3. 燭之武說完利害後，再批晉國向來不守信用。當年晉惠公不守當年與秦穆公說好的條件，將焦、瑕（在今河南三門峽市陝州區附近）兩城池送給秦國的事，暗示就算鄭國被滅了，秦國也拿不到好處。
4. 燭之武最後語重心長地說：晉國要擴張領土，首先吞併鄭國，下一步就是對著你秦國的領土。

秦穆公聽後不僅答應退兵，甚至還派遣三位將軍杞子、逢孫、楊孫率軍防衛鄭國；而晉國大夫子犯知情後，請求攻擊秦軍，但是晉文公以不能恩將仇報、亦不能失去盟國等兩大理由拒絕，並隨之退兵。

## 藝術形象
在冯梦龙的历史小说《东周列国志》中，烛之武的名字被写作烛武。小说中他是考城人，是三朝老臣，但始终得不到升官，在郑国一直担任圉正（养马的长官）的官職。被举荐使秦时，已年过七十，须发皆白，身子伛偻，步履蹒跚。